# Пенцинг (Відень)
Пенцінг (нім. Penzing) — чотирнадцятий район Відня.
Пенцинг складається з округів Пенцінг, Брайтенезее (Breitensee), Баумгартен (Baumgarten), Хюттельдорф (Hütteldorf) і Хадерсдорф-Вайдлінгау (Hadersdorf-Weidlingau). Значна частина району вкрита лісом та іншою зеленню, зокрема частково Віденським лісом.
У районі розташована кінцева станція 4-ї лінії метро. Частина лінії проходить по його південній межі з Гітцінгом.
48°13′00″ пн. ш. 16°14′55″ сх. д. / 48.21667° пн. ш. 16.24861° сх. д.
| Австрія | Це незавершена стаття з географії Австрії. Ви можете допомогти проєкту, виправивши або дописавши її. |